# Serra (Tomar)
Serra ist ein Ort und eine ehemalige Gemeinde (Freguesia) im portugiesischen Kreis Tomar. Die Gemeinde hatte 1190 Einwohner (Stand 30. Juni 2011).
Am 29. September 2013 wurden die Gemeinden Serra und Junceira zur neuen Gemeinde União das Freguesias de Serra e Junceira zusammengeschlossen. Serra ist Sitz dieser neu gebildeten Gemeinde.